# Skøyen–Filipstadlinjen
Skøyen–Filipstadlinjen er en jernbane i Oslo, der primært benyttes til transport af materiel.
Strækningen blev åbnet i 1872 og var oprindeligt en del af Drammenbanen mellem Vestbanestasjonen i Oslo og Drammen. Da Oslotunnelen åbnede i 1980, blev størstedelen af trafikken flyttet til Oslo Centralstation, men der var stadig enkelte afgange fra Vestbanestasjonen indtil køreplansskiftet i 1989. Derefter var der ingen persontog på banen, men den blev i en periode benyttet af godstog, der skulle til og fra containerhavnen i Filipstad. I begyndelsen af 1990'erne blev strækningen mellem Flipstad og Vestbanestasjonen nedlagt og sporene taget op. NSB har imidlertid stadig aktiviteter i Filipstad gennem selskabet NSB Trafikkservice as Filipstad, der primært vedligeholder tog for moderselskabet. Desuden benyttes banen af Jernbaneverkets rangerbanegård.